# آماندا گورمن
آماندا گورمن (متولد ۷ مارس ۱۹۹۸) شاعر و فعال آمریکایی اهل لس آنجلس، کالیفرنیا است. کارهای گورمن بر موضوعات سرکوب، فمینیسم، نژاد و حاشیه نشینی و همچنین پراکندگی آفریقایی‌ها متمرکز است. گورمن اولین شخصی است که به عنوان برنده ملی شاعر جوانان شناخته می‌شود. وی کتاب شعری با عنوان یکی برای غذایی که کافی نیست در سال ۲۰۱۵ منتشر کرد. در سال ۲۰۲۱ وی شعر «تپه‌ای که از آن بالا می‌رویم» را در مراسم تحلیف جو بایدن قرائت کرد.

## سنین جوانی و تحصیل
گورمن بومی لس آنجلس است که توسط مادرش، معلمی به نام جوآن ویکس، به همراه دو خواهر و برادرش، بزرگ شده‌است. او یک خواهر دوقلو به نام گابریل دارد است. گورمن گفته‌است که او در محیطی با دسترسی محدود به تلویزیون بزرگ شده‌است. او از کودکی اختلال گفتاری داشت. او کودکی خود را «کودکی عجیب» توصیف کرده‌است که از خواندن و نوشتن لذت می‌برد و مورد تشویق مادرش قرار می‌گیرد. گورمن گفته‌است که دارای یک اختلال پردازش شنوایی است و نسبت به صدا حساسیت بالایی دارد.

## شعر و فعالیت

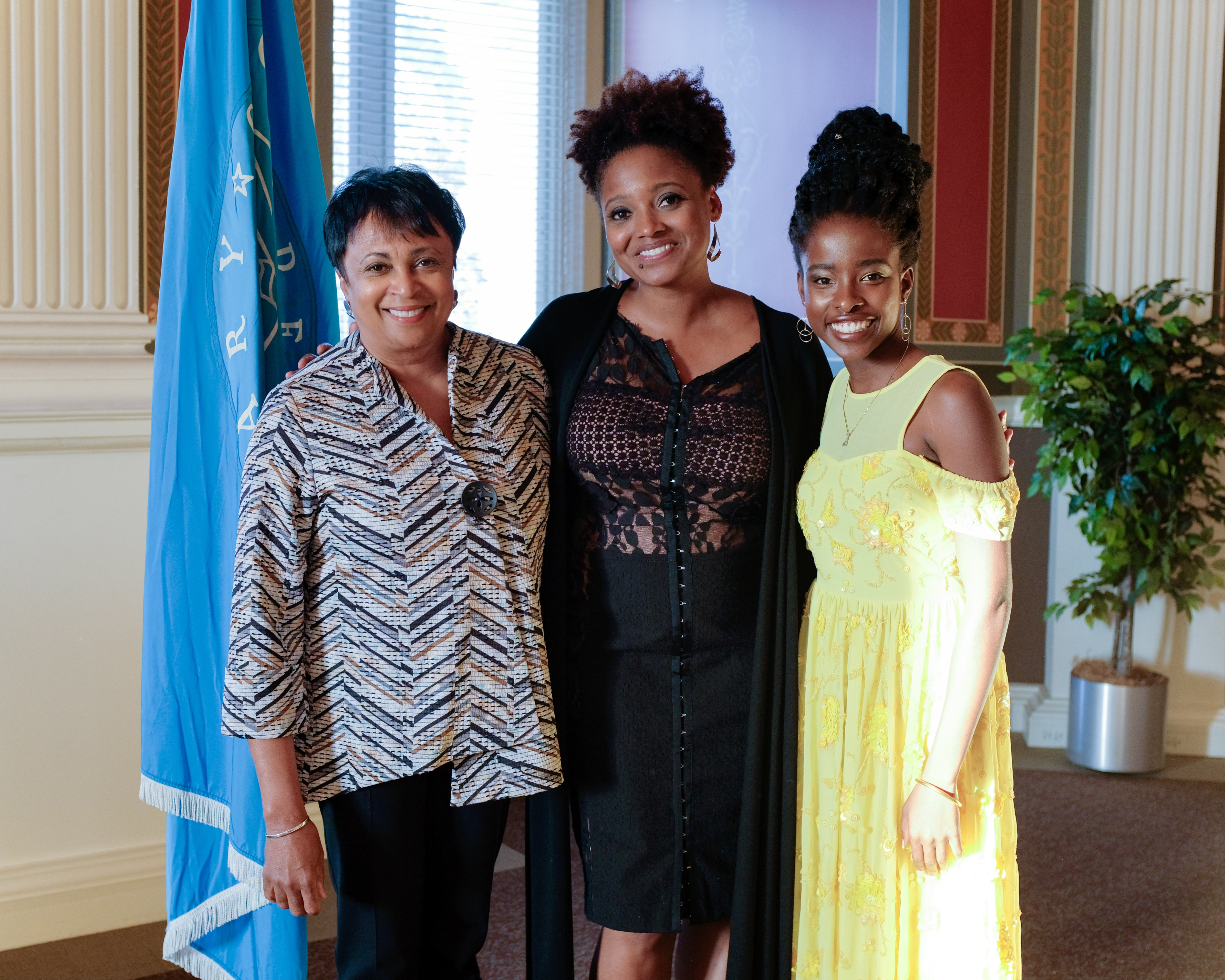
کتابدار کنگره کارلا هیدن، برنده شاعر تریسی کی اسمیت و گورمن در سال ۲۰۱۷

هنر و فعالیت گورمن بر موضوعات سرکوب، فمینیسم، نژاد و حاشیه و همچنین دیاسپورای آفریقا تمرکز دارد. گورمن گفت پس از تماشای سخنرانی ملاله یوسف زی ، برنده جایزه نوبل پاکستان، الهام گرفته‌است که در سال ۲۰۱۳ نماینده جوانان سازمان ملل شود. گورمن در سال ۲۰۱۴ به عنوان برنده شاعر جوان لس آنجلس انتخاب شد. وی کتاب شعر " یکی برای غذایی که کافی نیست" در سال ۲۰۱۵ منتشر کرد.